# Thierry Lutonda
Thierry Lutonda (Kinshasa, 27 oktober 2000) is een Belgisch voetballer die doorgaans speelt als linkervleugelverdediger. Sinds de zomer van 2025 komt hij uit voor RAAL La Louvière.

## Clubcarrière

### Anderlecht
Lutonda doorliep de jeugdreeksen van SC Saint-Gilles, RFC Luik, Standard Luik en RSC Anderlecht. In november 2016 ondertekende hij bij laatstgenoemde club zijn eerste profcontract. In maart 2019 werd zijn contract verlengd tot 2022.
In juli 2019 promoveerde hij naar het eerste elftal. Op 28 juli 2019, de openingsspeeldag van het seizoen 2019/20, mocht hij in de thuiswedstrijd tegen KV Oostende zijn debuut maken. Acht minuten voor tijd kwam hij Hotman El Kababri vervangen. Zijn debuutwedstrijd eindigde in mineur, de wedstrijd werd met 1–2 verloren. Het zou zijn enige officiële wedstrijd van het seizoen blijven. Toen Lommel SK in mei 2020 werd overgekocht door de City Football Group, werd Lutonda gelinkt aan een uitleenbeurt aan de Lommelaars.

### RKC Waalwijk
In juli 2020 werd hij echter voor een seizoen uitgeleend aan RKC Waalwijk in de Eredivisie. RKC bedong een aankoopoptie in het huurcontract. Lutonda was tijdens zijn uitleenbeurt geen onbetwistbare basispion bij RKC, maar door de directe handhaving van de club in de Eredivisie werd de aankoopoptie gelicht. In het seizoen 2022/23 was hij een seizoen lang vaste keuze bij RKC. Na drie seizoenen liep hij uit zijn contract. Hij speelde 81 wedstrijden voor RKC Waalwijk en kwam daarin tot twee goals en drie assists.

### PEC Zwolle
Op 24 mei 2024 werd bekend dat PEC Zwolle de linksback transfervrij zou overnemen van RKC. Hij ondertekende een contract voor twee seizoenen tot de zomer van 2026. Na een seizoen verliet hij de club om terug te keren naar België. Hij ondertekende een contract bij promovendus RAAL La Louvière.

### Carrièrestatistieken
| Seizoen                        | Club             | Competitie      | Competitie | Competitie | Beker | Beker | Totaal | Totaal |
| Seizoen                        | Club             | Competitie      | Wed.       | Dlp.       | Wed.  | Dlp.  | Wed.   | Dlp.   |
| ------------------------------ | ---------------- | --------------- | ---------- | ---------- | ----- | ----- | ------ | ------ |
| 2019/20                        | Anderlecht       | Eerste klasse A | 1          | 0          | 0     | 0     | 1      | 0      |
| 2020/21                        | → RKC Waalwijk   | Eredivisie      | 21         | 0          | 1     | 0     | 22     | 0      |
| 2021/22                        | RKC Waalwijk     | Eredivisie      | 9          | 0          | 4     | 1     | 13     | 1      |
| 2022/23                        | RKC Waalwijk     | Eredivisie      | 33         | 1          | 0     | 0     | 33     | 1      |
| 2023/24                        | RKC Waalwijk     | Eredivisie      | 13         | 0          | 0     | 0     | 13     | 0      |
| 2024/25                        | PEC Zwolle       | Eredivisie      | 11         | 0          | 1     | 0     | 12     | 0      |
| 2025/26                        | RAAL La Louvière | Eerste klasse A | 0          | 0          | 0     | 0     | 0      | 0      |
| Carrière totaal                | Carrière totaal  | Carrière totaal | 89         | 1          | 6     | 1     | 94     | 2      |
| Bijgewerkt tot 8 augustus 2025 |                  |                 |            |            |       |       |        |        |

## Interlandcarrière
Lutonda is Belgisch jeugdinternational.